# Università di Évry-Val d'Essonne
L'Università di Évry-Val d'Essonne (Université d'Évry-Val-d'Essonne o UEVE) è un istituto universitario francese, attivo in tutti i campi di ricerca ai più alti livelli, in particolare nel genoma umano.